# Robyn Thorn
Robyn Jean Thorn, född 26 november 1945, är en australisk före detta simmare.
Thorn blev olympisk silvermedaljör på 4 x 100 meter frisim vid sommarspelen 1964 i Tokyo.